# Mohamed Hama
Mohamed Hama, né en 1947 à Errachidia, est un analyste financier et homme politique marocain. Il a été ministre délégué auprès du Premier ministre, chargé de l'Incitation de l'économie dans le gouvernement Filali II de janvier 1995 à août 1997.

## Biographie
Mohamed Hama est diplômé de l'École nationale des finances de Rabat en 1966. Il travaille ensuite en tant que fonctionnaire au Bureau de recherche et de participation minière, puis à la direction des ressources humaines de l'Office nationale des postes et des télécommunications (ONPT) de 1991 à 1993.
Lors des législatives de 1993, il est élu député de sa ville natale. Le 31 janvier 1995, il est nommé ministre délégué auprès du Premier ministre, chargé de l'Incitation de l'économie dans le gouvernement Filali II.
En novembre 1999, il est nommé ambassadeur du Maroc en Côte d'Ivoire, au Bénin et au Burkina Faso, avant d'être nommé en septembre 2001, ambassadeur en Tchéquie, poste qu'il a occupé jusqu'en 2003. Le 21 janvier 2009, il est nommé par le roi Mohammed VI ambassadeur au Yémen,.